# Heilgeiststraße 60 (Stralsund)

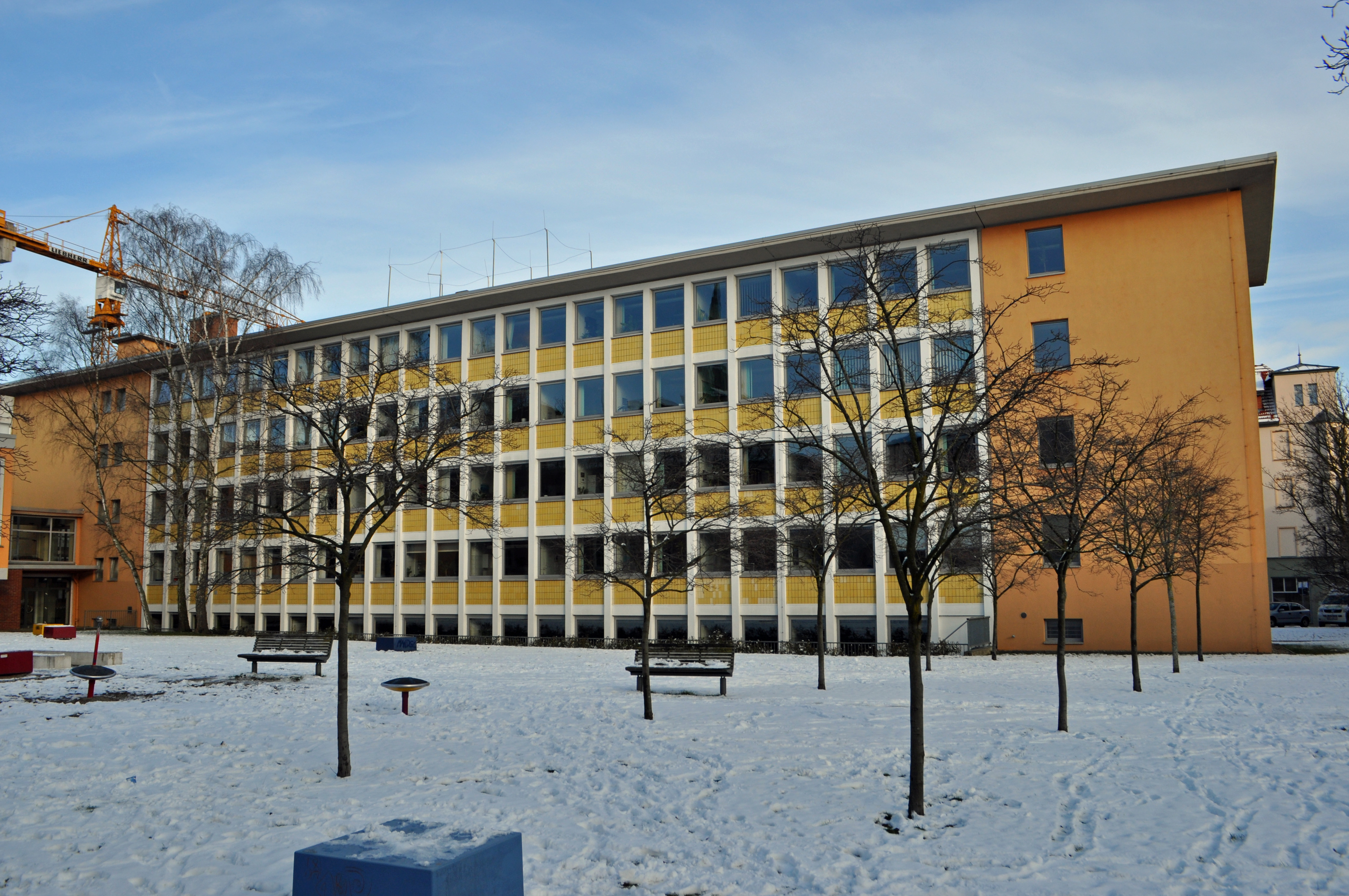
Das Haus Heilgeiststraße 60 / Badenstraße 18 in Stralsund (2013)

Das Gebäude mit der postalischen Adresse Heilgeiststraße 60 bzw. Badenstraße 18 ist ein denkmalgeschütztes Bauwerk zwischen der Heilgeiststraße und der Badenstraße in Stralsund.
Das langgestreckte Gebäude wurde in den Jahren 1959 bis 1962 nach Plänen der Architekten G. Martens und H. Schönig errichtet. Die Rasterfassade ist klar gegliedert, bunte Keramikplatten schmücken die Fassade an den Kopfbauten. Das Treppenhaus zur Badenstraße zeigt Buntglas. Die Stahlbetonkonstruktion gilt als herausragendes Beispiel der Nachkriegsarchitektur in Stralsund. Der kubische Saalbau an der Westseite, zur Badenstraße Nr. 17 hin, der dem Komplex seinen L-förmigen Grundriss verleiht, wurde in den Jahren 1965 bis 1966 angefügt, er besitzt eine sehr große Fensterfläche.
Das Haus liegt im Kerngebiet des von der UNESCO als Weltkulturerbe anerkannten Stadtgebietes des Kulturgutes „Historische Altstädte Stralsund und Wismar“. In die Liste der Baudenkmale in Stralsund ist es mit der Nummer 64 (Badenstraße 18) bzw. 332 (Heilgeiststraße 60) eingetragen.